# Zentai

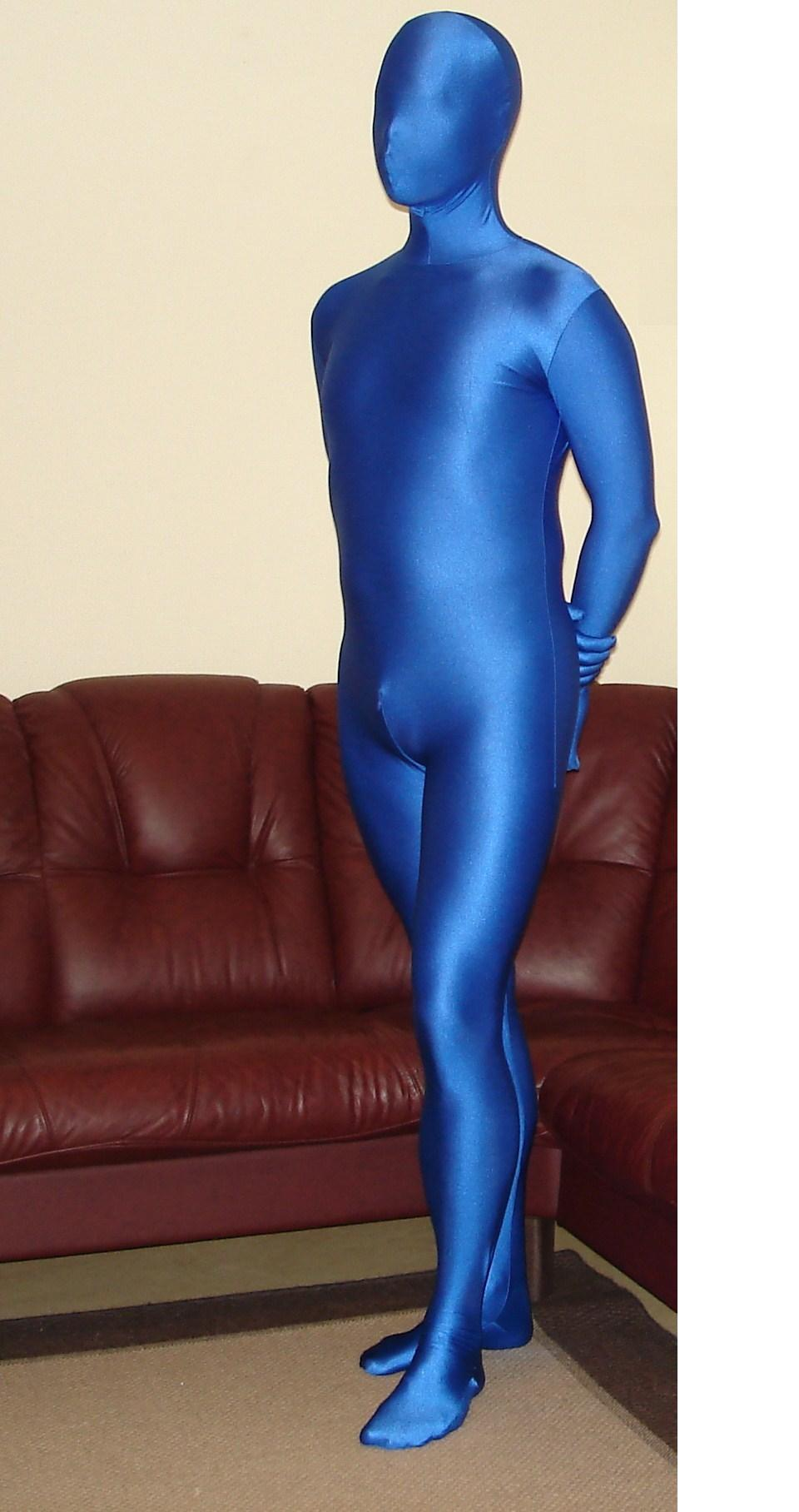
En blå Zentai. Heltäckande dräkt utan hål för ögon och mun.

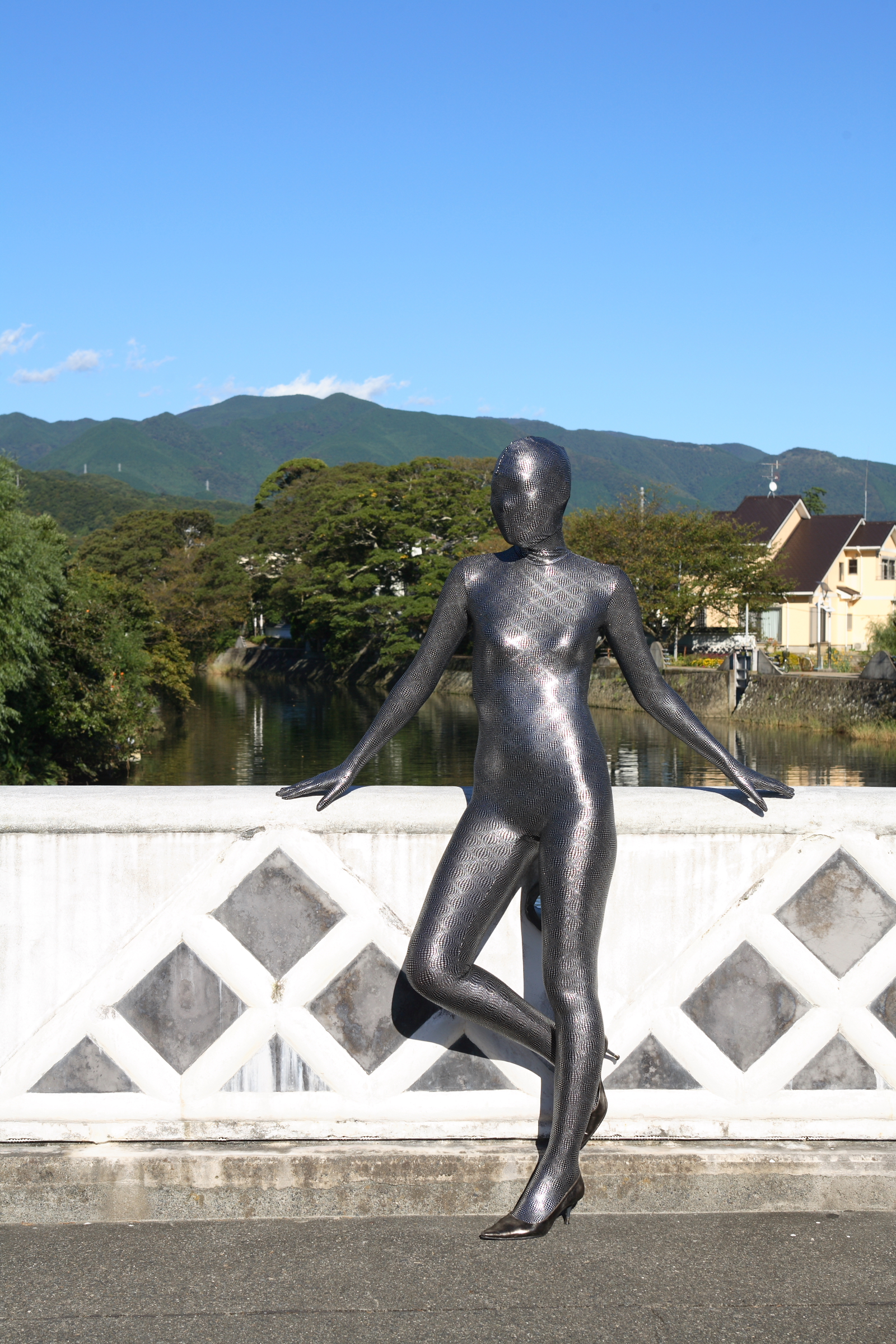
En svartmönstrad Zentai

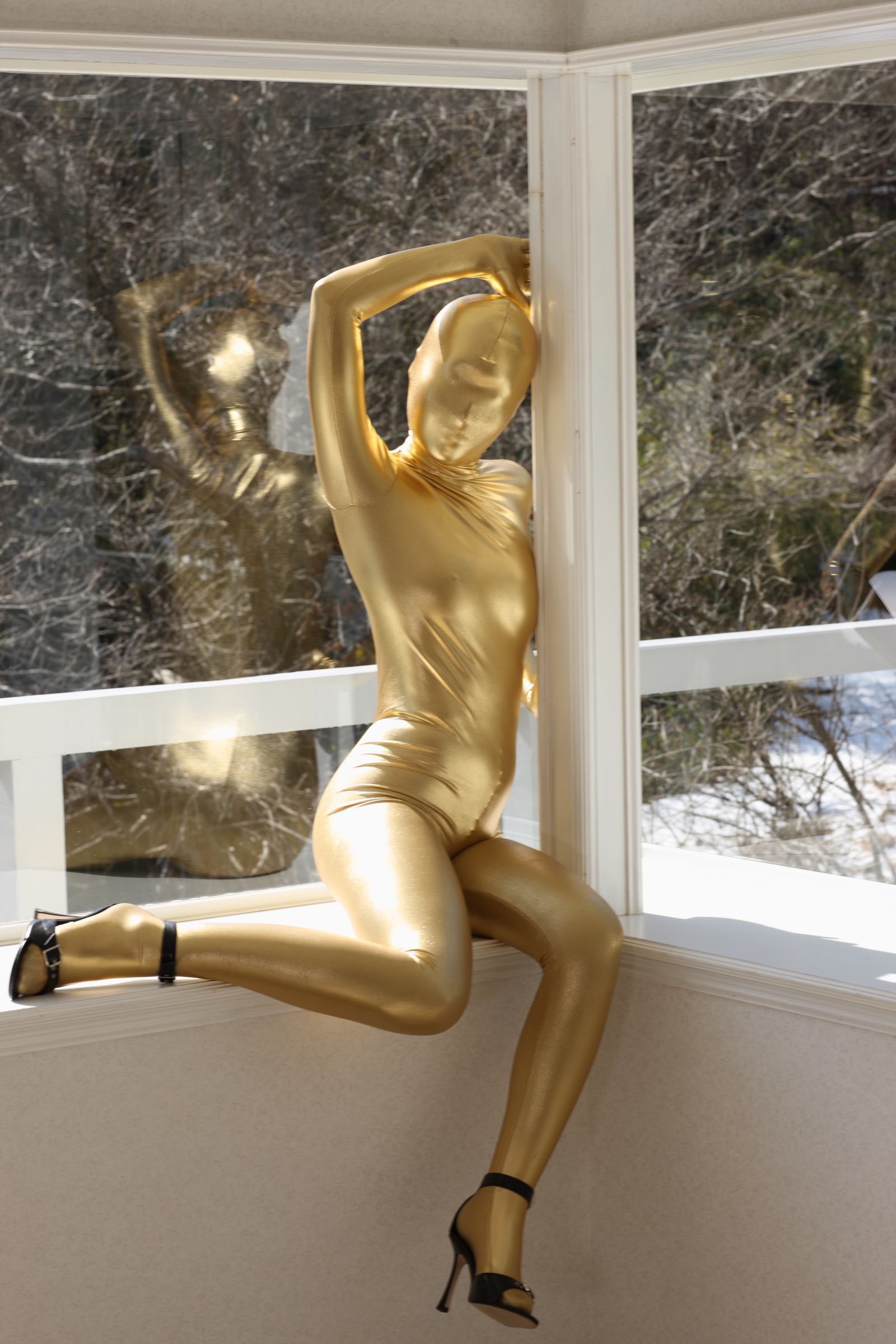
En guldfärgad Zentai

Zentai (japanska 全体 "hel kropp") är en åtsittande helkroppsstrumpa med ursprung från Japan. Ordet kan här även tas för (ゼンタイ), ett sammandrag av japanskans (全身タイツ) zenshin taitsu (ung. "helkropps-tights").
En traditionell zentai täcker hela kroppen utan öppningar för händer, fötter, ögon eller mun. Dock brukar även dräkter med mun och/eller ögonöppningar kategoriseras under samma namn. (Jämföres med en sk. Catsuit som normalt är en dräkt med långa ben, med eller utan ärmar, och som saknar huva, händer och fötter.)
Trots att dräkten täcker hela ansiktet hindrar detta inte andningen. Synen begränsas dock något (hur mycket beror på typen av tyg), men det går att se tillräckligt bra för att kunna gå omkring obehindrat i dagsljus.
En Zentai tillverkas oftast i tyg av nylon/lycra, men även andra material som bomull eller latex/gummi förekommer.

## Användningar
Dessa dräkter togs ursprungligen fram för användning i modern dans, men används även i andra sammanhang för att till exempel dölja närvaron av en skådespelare på scenen. I en form av traditionell Japansk dockteater (kallad bunraku) är skådespelarna helt klädda i svarta plagg mot svart bakgrund för att åstadkomma denna effekt. Zentai används även av artister för att framhäva själva kroppen. Genom att göra artisten anonym hamnar i stället själva kroppen och dess rörelser i fokus.

### I praktiken
I många stora städer runt om i världen (speciellt i Japan) dyker Zentai-dräkter upp allt oftare i allmänheten. De används som klädsel av både män och kvinnor i en mängd olika sammanhang såsom uppträdanden, reklam och dans.
Hudfärgade dräkter av bomull används ofta inom cosplay som ett baslager tänkt att se ut som seriefigurens hud. När en sådan dräkt används tillsammans med en målad mask liknande seriefigurens ansikte kallas konceptet för kigurumi.
Inom film och TV används ibland en enfärgad Zentai-dräkt inom tekniken chroma key för att digitalt dölja en skådespelare i en scen.
Dräktena har även börjat användas som ett redskap inom meditation. De kan där användas både för att förstärka och för att stänga av sinnesintryck eftersom dräkten då agerar som en symbolisk barriär mellan kroppen och resten av världen.
Även NASA har experimenterat med liknande dräkter som en utveckling av dagens rymddräkter.

### Inom fetischism
Borsett från ovanstående användningsområden så är Zentai även starkt associerat med lycra-fetischism. Många Zentai-fetischister dras till upplevelsen av att vara helt avskärmad från omvärlden, medan andra använder dräkterna för att utöva anonym exhibitionism. Vissa upplever det även som en slags bondage även om dräkten i sig inte hindrar rörelse eller syn.
Det ska dock tilläggas att det även finns de som tycker om att använda dessa dräkter enbart för dess utseende och passform eller känslan av det åtsittande mjuka tyget utan att ha någon form av sexuell koppling till dräkten.